# Nikolai Alexandrowitsch Schanin
Nikolai Alexandrowitsch Schanin (russisch Николай Александрович Шанин; englische Transkription Nicolai Aleksandrovich Shanin; * 26. Mai 1919 in Pskow; † 17. September 2011) war ein russischer Mathematiker, der sich mit Topologie und mathematischer Logik beschäftigte.

Nikolai Schanin studierte in Leningrad und promovierte 1942 am Steklow-Institut bei Pawel Sergejewitsch Alexandrow (Über die Erweiterung topologischer Räume).  Er war Professor an der Universität Leningrad und am Steklow-Institut für Mathematik in Leningrad, wo er 1961 eine Gruppe für mathematische Logik gründete. Er war mit Andrei Andrejewitsch Markow einer der Gründer der russischen Schule für Konstruktive Mathematik.
Schanin war Ehrenmitglied der St. Petersburger Mathematischen Gesellschaft.

## Schriften
- Constructive real numbers and constructive function spaces. American Mathematical Society, Providence 1968, OCLC 799286008